# Vitalogy
Vitalogy è il terzo album in studio del gruppo musicale statunitense Pearl Jam, uscito il 6 dicembre 1994 in compact disc e il 22 novembre 1994 in vinile. È stato classificato come il 485º nella lista dei 500 migliori album secondo la rivista Rolling Stone.

## Storia
L'album venne pubblicato il 22 novembre 1994 in vinile e in CD il 6 dicembre dello stesso anno.
Il gruppo iniziò a lavorare al nuovo album, che inizialmente avrebbe dovuto intitolarsi Life, mentre era in tour dopo la pubblicazione del precedente, Vs. Il titolo definitivo venne ricavato da un manuale medico del 1899. I brani vennero registrati ad Atlanta, New Orleans e Seattle.
Fu il primo album nel quale il cantante, Eddie Vedder, incominciò a suonare anch'egli la chitarra oltre agli altri due già presenti, McCready e Gossard. Durante le registrazioni il batterista Abbruzzese venne licenziato e sostituito da Jack Irons, che aveva già suonato coi Red Hot Chili Peppers.
L'album contiene brani di generi diversi, dalle ballate al punk. Relativamente al brano Immortality, Vedder abbia sempre negato espliciti riferimenti alla morte di Kurt Cobain.
Vennero pubblicati anche tre singoli: Spin the Black Circle, Immortality e Not For You, che contiene l'inedita Out of My Mind (Vedder/Gossard/Ament/McCready/Abbruzzese).

## Copertina
Forse è l'album più creativo dei Pearl Jam, e lo si può notare non solo dai brani ma anche dall'originalità del CD (Vitalogy era una specie di trattato riguardante l'anatomia, malattie, rimedi erbacei, e consigli per la casa. Vedder racconta in un'intervista di aver acquistato il libretto in un mercatino dell'usato), il quale presenta foto di mura romane con scritte contro Bush (senior), radiografie dei denti dello stesso Vedder, articoli riguardanti chi sposare e come, foto di capi indiani e di dottori dell'epoca.
L'album venne distribuito come se fosse un libro d'epoca con illustrazioni prese dall'omonimo libro medico con tanto di indice oltre a una lettera indirizzata all'allora presidente Bill Clinton sulla morte di un dottore abortista.

## Accoglienza
Nella prima settimana dopo la pubblicazione l'album raggiunse quasi 900 mila copie vendute.

## Tracce

### Division One
Testi di Eddie Vedder, musiche di Dave Abbruzzese, Stone Gossard, Jeff Ament, Mike McCready eccetto dove indicato.
1. Last Exit – 2:54
2. Spin the Black Circle – 2:48
3. Not for You – 5:52
4. Tremor Christ – 4:12
5. Nothingman – 4:35 (musica: Jeff Ament)
6. Whipping – 2:35

Durata totale: 22:56

### Division Two
1. Pry, To – 1:03
2. Corduroy – 4:37
3. Bugs – 2:45
4. Satan's Bed – 3:31 (musica: Stone Gossard)
5. Better Man – 4:28 (Eddie Vedder)
6. Aye Davanita – 2:58
7. Immortality – 5:28
8. Hey Foxymophandlemama, That's Me (conosciuta anche come Stupidmop) – 7:23 (musica: Jeff Ament, Stone Gossard, Jack Irons, Mike McCready)

Durata totale: 32:13

## Formazione
- Eddie Vedder - voce, chitarra
- Jeff Ament - basso, voce
- Stone Gossard - chitarra, voce
- Mike McCready - chitarra, voce
- Dave Abbruzzese - batteria
- Jack Irons - batteria